# 분노의 강 (1952년 영화)
분노의 강(Bend Of The River)은 미국에서 제작된 안소니 만 감독의 1952년 서부, 액션, 모험 영화이다. 제임스 스튜어트 등이 주연으로 출연하였고 애론 로젠버그 등이 제작에 참여하였다.

## 출연

### 주연
- 제임스 스튜어트
- 아서 케네디
- 줄리 애덤스
- 록 허드슨

### 조연
- 로리 넬슨
- 제이 C. 플리펜
- 처비 존슨
- 해리 모건
- 로얄 다노
- 프란세스 바비어
- 하워드 페트리
- 스티핀 펫칫

## 제작진
- 협력프로듀서: 프랭크 클리버
- 미술: 버나드 헤즈브런
- 미술: 나단 주런
- 의상: 로즈마리 오델